# Саша Попов
Саша Попов ( болг. Саша Димитров Попов 11 липня 1899, Русе, Болгарія—18 серпня 1976, Пасадена, США ) — болгарський скрипаль, диригент та педагог. Організатор та диригент Царського Симфонічного Оркестру.

## Біографія
Народився у сім'ї піаністки та скрипаля. З 4 років навчався грі на скрипці у батька, а з 7 років виступав на концертах. У дитинстві родина переїхала до Софії, де Саша Попов навчався у відомого композитора Петко Наумова.
1906 — вивчав у Віденської консерваторії гру на скрипці під керівництвом професорів Карла Пірло та Отакара Шевчика. 1910 — гастролював по світу. 1913 — виступав в Санкт-Петербурзі та Одесі.
1928 — професор Болгарської консерваторії (клас скрипки). Серед учнів: Васил Стефанов, Петр Христосков, Янков та інші.
До його репертуару входили твори Паганіні, Брамса та інших авторів. З 1928  виступав як диригент. У тому ж році організував у Софії Академічний симфонічний оркестр, який став 1936 Царським Симфонічним Оркестром,  з якого пізніше сформувався оркестр Софійської філармонії. У 1931—1933  — диригент Софійській народної опери. У 1945—1946 — диригент симфонічного оркестру Варни, у 1946—1956 — філармонічного оркестру Софії,  1953 — оркестру у Плевені,  1959—1960 — оркестру у Русе (останні два були ним організовані).
Багато гастролював як диригент в країнах Старого та Нового світу.
На початку 1970-х емігрував до США.
1999 — прах музиканта був привезений до Болгарії та похований на Центральному кладовищі у Софії.
Був одружений 5 разів. Дочка Валері Попова як і онучка Александрина Пендачанська - оперні співачки.